# Stipa ovczinnikovii
Stipa ovczinnikovii är en gräsart som beskrevs av Roman Julievich Roshevitz. Stipa ovczinnikovii ingår i släktet fjädergrässläktet, och familjen gräs. Inga underarter finns listade i Catalogue of Life.